# Krmelín
Krmelín (in tedesco Kermelin) è un comune della Repubblica Ceca facente parte del distretto di Frýdek-Místek, nella regione della Moravia-Slesia.